# Antigua és Barbuda-i labdarúgó-szövetség
Antigua és Barbuda-i labdarúgó-szövetség (angolul: Antigua and Barbuda Football Association)

## Történelme
1928-ban alapították. A Nemzetközi Labdarúgó-szövetségnek (FIFA) 1970-től tagja. 1972-től az Észak- és Közép-amerikai, Karibi Labdarúgó-szövetségek Konföderációja (CONCACAF) tagja. Fő feladata a nemzetközi kapcsolatokon kívül, a  Antigua és Barbuda-i  labdarúgó-válogatott férfi és női ágának, a korosztályos válogatottak illetve a nemzeti bajnokság szervezése, irányítása. A működést biztosító bizottságai közül a Játékvezető Bizottság (JB) felelős a játékvezetők utánpótlásáért, elméleti (teszt) és cooper (fizikai) képzéséért.